# LET L-13 Бланик
Let L-13 Blaník (Blaník — название горы в Чехии) — двухместный тренировочный планёр, разработанный чехословацкой фирмой Let.

## История
В 1956 году чешский конструктор Karel Dlouhý, работавший на авиастроительном предприятии VZLÚ Letňany, разработал планер L-13 Blanik. В конструкции нового планера были реализованы идеи, опробованные на экспериментальном планере Letov XLF-207 Laminar, первом чешском планере с крылом, имевшим ламинарный профиль. Двухместный L-13 предназначался для первоначального обучения и тренировок планеристов-спортсменов.
С началом производства в 1958 году планёр быстро завоевал популярность не только в социалистических странах, но и широко экспортировался в страны Западной Европы и Северной Америки. Секрет популярности заключался в его простой и дешёвой цельнометаллической конструкции, надёжности и хороших пилотажных характеристиках. Всего было выпущено 2650 экземпляров, а если принять во внимание различные модификации (L-23 Super Blanik и т. д.), то более 3000 штук. Даже спустя 50 лет после начала производства L-13 Blanik остаётся самым распространённым планером в мире. ВВС США используют L-13 (под обозначением LET TG-10) для первоначального обучения военных лётчиков.
В 1960-х годах на Бланике были установлены ряд мировых рекордов по дальности полёта, а одноместные модификации Démant и L-21 Spartak были созданы специально для участия чешской команды в Чемпионатах мира 1956 и 1958 годов.

## Характеристики
| Характеристика                       | Значение |
| ------------------------------------ | -------- |
| Размах крыла, м                      | 16,20    |
| Удлинение крыла                      | 13,70    |
| Угол стреловидности крыла            | −5°      |
| Площадь крыла, м²                    | 19,15    |
| Длина, м                             | 8,40     |
| Нагрузка на крыло, кг/м²             | 26,17    |
| Масса пустого, кг                    | 292      |
| Масса максимальная, кг               | 500      |
| Макс. аэродинамическое качество      | 28,5     |
| Скорость максимальная, км/ч          | 253      |
| Минимальное снижение, м/с            | 0,82     |
| Скорость минимального снижения, км/ч | 78       |
| Скорость срыва в штопор, км/ч        | 60       |
| Экипаж, чел                          | 2        |

## Память

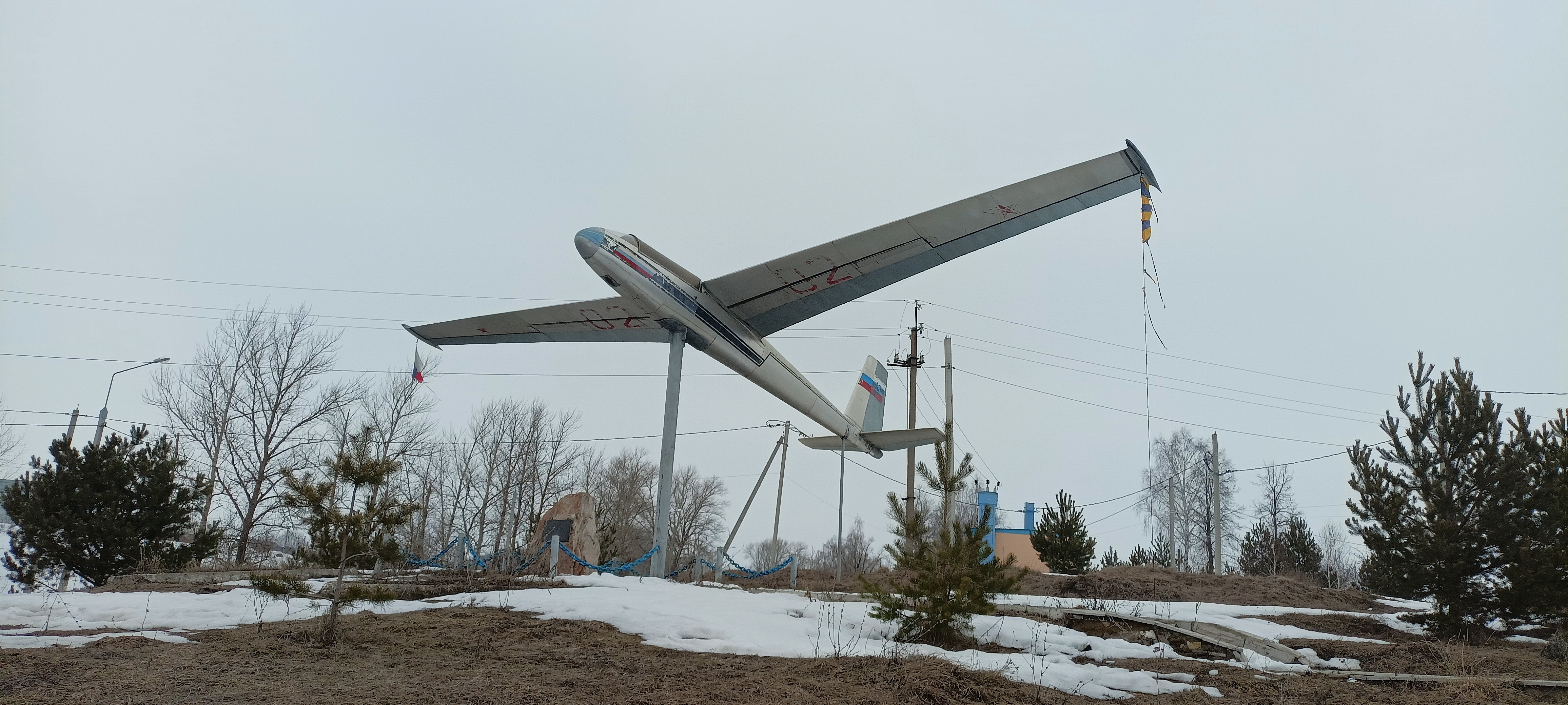

В центре села Залегощь в честь 50-летия полёта Ю. Гагарина в космос был установлен планер Бланик L-13.